# Пижмо деревієлисте
{{#ifeq:0|0|{{#if:|{{#if:Tanacetumachilleifolium|[[]}}|}}}}
Пижмо деревієлисте (Tanacetum achilleifolium) — багаторічна трав'яниста рослина роду пижмо родини Айстрові.

## Поширення
Родом з Європи (Болгарія, Румунія, Україна, Росія), Казахстану й Західного Сибіру.
В Україні росте в районі Сивашу, на степових схилах, доволі рідко.

## Ботанічний опис
Стебла заввишки 20–40(60) см, численні, висхідні або прямостоячі, вище середини розгалужені, негусто облиствені.
Кореневище коротко повзуче, розгалужене. Усі частини рослини сріблясто-білі або сріблясто-зеленуваті від рясного пухкого запушення з прилягаючих волосків.
Листки з численними точковими залозками. Утворюють численні вегетативні розетки прикореневого листя. Прикореневі листки до 10 см довжини, в контурі лінійно-довгасті, двічі перисто розсічені, на досить довгих черешках. Кінцеві сегменти ланцетні до ланцетно-лінійних, до 0,1 см ширини, довго або коротко загострені, цілокраї або коротко лопатеві. Стеблові листки зменшені, нижні на коротких черешках, середні і верхні сидячі.
Суцвіття — кошики до 1 см у діаметрі, зібрані пухкі щиткоподібні суцвіття на квітконіжках до 8 см довжини. Крайові квітки язичкові або рідше перехідні від трубчастих до язичкових, жовті. Дискові квітки 0,15–0,2 см довжини, жовті. Квітколоже опукле. Обгортки 0,4–0,7 см діаметром, чашоподібні. Листочки обгортки з досить широкою світлою перетинчастою облямівкою. Цвіте з кінця червня до вересня.